# Hotel Babylon
Hotel Babylon – brytyjski serial telewizji BBC, emitowany w czterech seriach od 19 stycznia 2006 do 16 sierpnia 2009, bazujący na książce Imogen Edwards-Jones i „Anonima” pod tym samym tytułem. Film przedstawia życie za kulisami luksusowego hotelu w Londynie, intrygi w świecie jego pracowników i przypadki poszczególnych hotelowych gości.

## Obsada
- Max Beesley: Charlie
- Paul Telfer: Luke Marwood (seria 2 – kilka odcinków)
- Natalie Jackson Mendoza: Jackie
- Dexter Fletcher: Tony Casemore
- Martin Marquez: Gino
- Tamzin Outhwaite: Rebecca
- Emma Pierson: Anna
- Michael Attwell: Derek Crisp (przez parę odcinków, później zwolniony za kradzież)
- Michel Obiora: Ben

## Emisja w Polsce
W Polsce 4 pełne serie Hotelu Babylon wyemitowała telewizja TVN Style, zaś TVP 2 wyemitowała 1 serię serialu. W polskiej wersji językowej serial nadawany był również na BBC Entertainment i BBC HD.

## Polska wersja serialu
Jesienią 2009 roku w mediach pojawiła się informacja, jakoby Polsat przystępował do produkcji polskiej wersji serialu BBC. Wiadomość tę oficjalnie zdementowała Nina Terentiew w wywiadzie dla portalu Wirtualne Media. Emitowany od lutego 2010 roku serial pt. Hotel 52 oparty jest na oryginalnym pomyśle polskich scenarzystów. Z Hotelem Babylon łączy go miejsce akcji i fakt, że perypetie pracowników hotelu przeplatają się w nim z historiami przyjeżdżających do hotelu gości. Główną bohaterką jest jednak młoda właścicielka hotelu, Natalia, i to jej wątek jest w serialu najważniejszy.